# Carinispora
Carinispora — рід грибів родини Pseudoastrosphaeriellaceae. Назва вперше опублікована 1992 року.

## Класифікація
До роду Carinispora відносять 2 види:
- Carinispora nypae
- Carinispora velatispora